# Галайчылар
Галайчылар (азерб. Qalayçılar) — село в администратвно-территориальном округе села Алимадатли Агдамского района Азербайджана. Село расположено на берегу реки Кавиртучай.
В ходе Первой карабахской войны, в 1993 году село было занято армянскими вооружёнными силами, и до ноября 2020 года находилось под контролем непризнанной НКР. Согласно трёхстороннему заявлению о прекращении огня, 20 ноября 2020 года Агдамский район был возвращён Азербайджану.